# Diaphorobacter aerolatus
Diaphorobacter aerolatus es una especie de  bacteria gramnegativa del género Diaphorobacter. Fue descrita en el año 2014. Su etimología hace referencia a portadora de aire. Es aerobia e inmóvil. Tiene un tamaño de 0,8-09 μm de ancho por 1,1-1,7 μm de largo. Forma colonias circulares y beige en agar R2A. Temperatura de crecimiento entre 10-37 °C, óptima de 28 °C. Catalasa y oxidasa negativas. Sensible a cloranfenicol e imipenem. Se ha aislado de una muestra de aire al aire libre en Corea del Sur.